# 春のメリー
『春のメリー』（はるのメリー）は、フランスの人形アニメーション。日本ではNHK BS2のBS春休みアニメ特選枠で2010年3月25日に放映された。なお、関連作品である「冬のレオン」は同年3月24日に放送された。

## 登場人物
※声は日本語吹き替え
メリー
声 - 森樹里

レオン
声 - 樋口あかり

ボニファシオ
声 - 松山鷹志

メロディー
声 - 五十嵐浩子

ハンニバル
声 - 佐々木健人

ヘリソン
声 - 高橋良吉

レオンの母
声 - 安芸けい子

バルタザールヴィル王
声 - 上別府仁資

## スタッフ
- 制作：フォリマージュ